# Кара Ада (провінція Мугла)
Кара Ада (тур. Karaada, буквально «Чорний Острів») — невеликий турецький острів у провінції Мугла на північному боці затоки Гекова в Егейському морі. Розташований навпроти міста Бодрум. Популярний туристичний напрямок, особливо для яхтингу.

## Історія
У Середньовіччі острів, знаний греками під назвою Аркос, був захоплений лицарями-госпітальєрами, які також зайняли Бодрум.
У XVI столітті Кара Ада завойований Османською імперією.
1919 року окупований італійцями. Конвенцією між Італією та Туреччиною, підписаною у Анкарі 4 січня 1932 року, уряд Італії визнав суверенітет Туреччини над островом Кара Ада.
21 липня 2017 року на південь від острова на глибині 7 км відбувся землетрус магнітудою 6,6, від якого дві людини загинули та понад 120 отримали поранення на грецькому острові Кос, ще як мінімум 360 травмованих були зареєстровані в Туреччині.

## Галерея

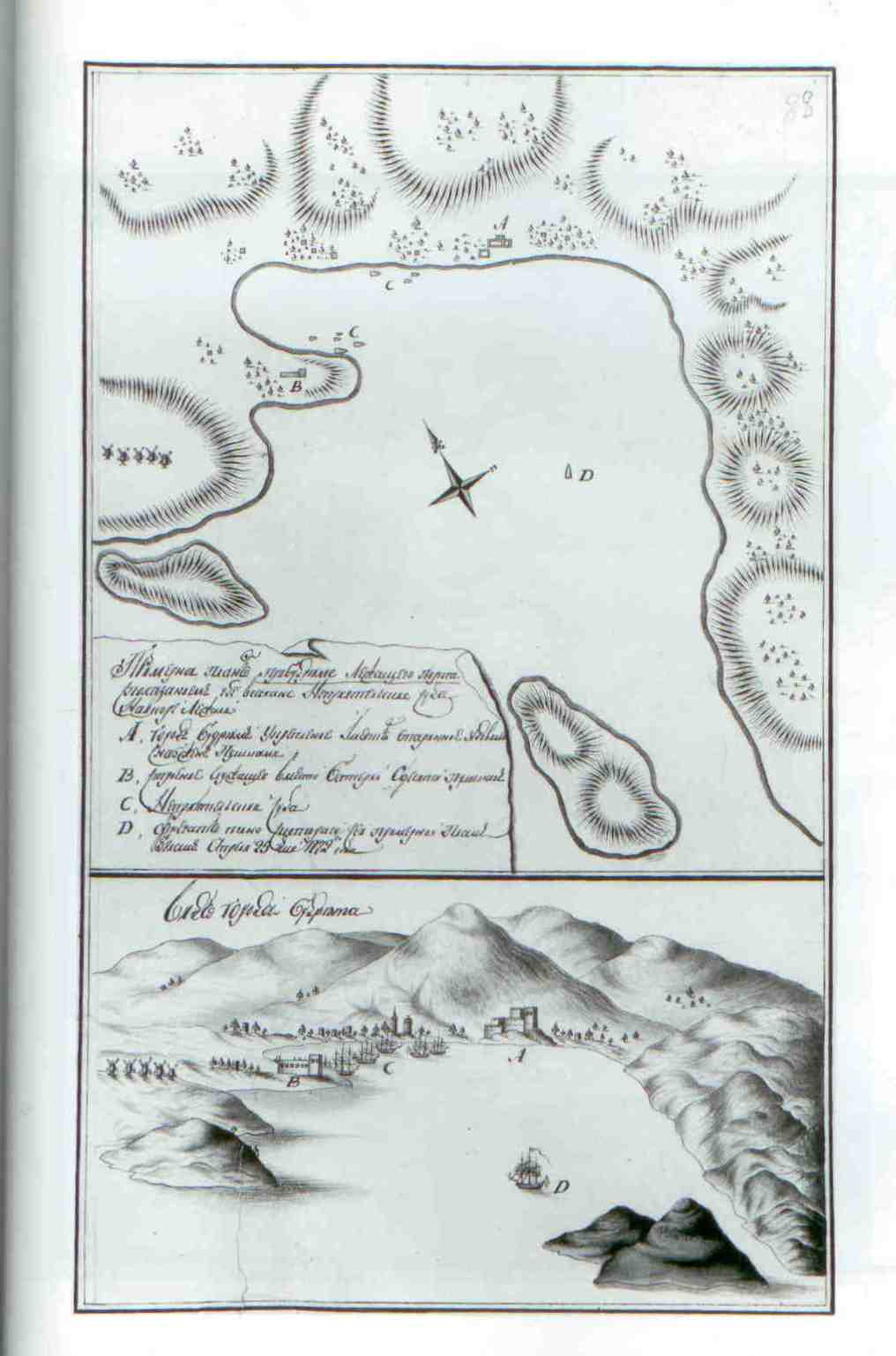
Мапа затоки Бодрума, 1772 рік.